# ハルトンヒルズ
ハルトンヒルズ（英: Halton Hills）は、カナダのオンタリオ州ハルトン地域の町である。GTAの一部であり、人口は約59.0千人。南と西をミルトンに接している。

## 概要
1974年にジョージタウンとアクトン及び周辺のタウンシップ、町などが合併して誕生。町内にはさまざまな村落や集落がある。ナイアガラ断崖及びブルース・トレール等の地形や自然があり、自然保護団体等により保護、管理されている。

## 交通

### 鉄道
- VIA鉄道
- GOトランジット

### 道路
- ハイウェイ7号線